# Casio ClassPad 300
Casio ClassPad 300, ClassPad 330 и fx-CP400 су графиконски калкулатори са екраном осетљивим на додир који раде уз помоћ дигиталне оловке. ClassPad долази са палетом апликација са подршком за само-учење, попут 3D Графика, Геометрије, еАктивити, Табела, итд. Велики ЛЦД екран осетљив на додир резолуције 160x240 дозвољава оперисање уз помоћу дигиталне оловке. ClassPad подсећа на претходну серију под називом Pocket Viewer. ХП и Тексас Инструментс су покушали да направи сопствене калкулаторе који би радили на том принципу (HP Xpander и PET Project (видети TI PLT SHH1), али су оба отказана пре званичног пуштања на тржиште.
ClassPad 300 омогућава унос израза и приказује их на идентичан начин као у уџбенику. Факторизација израза, израчунавање аграничних вредности функција и остале операције се могу извршити паралелно са приказом резултата на великом ЛЦД екрану. ClassPad 300 долази са алатима за графиконе, за цртање 3D графикона и геометријских фигура. 
Корисничко сучеље модела ClassPad 300 користи формат са падајућим менијем . Решења, изрази и остале ствари се могу одабрати са додиром електронске оловке. ClassPad 300 такође подржава превлачење и пуштање, копирање и налепљивање и остале операције са оловком. Апликација еАктивити дозвољава прављење еАктивности које могу садржати бројеве, изразе и објашњења.
У Сједињеним Америчким Државама серија ClassPad је забрањена за коришћење на стандардизованим тестовима укључујући тестове САТ, АЦТ и АП Калкулус.

## Историја
Током 1996. године, CASIO је радио на РАС-у (Рачунарски Алгебарски Систем) и проучавању Геометрије. РАС је први пут коришћен у моделу Casio CFX-9970G а потом и у моделу Casio Algebra FX 2.0, након чега је формирао математички систем за ClassPad.
Године 1999., уз помоћ многих предавача и пријатеља, идеја под називом eActivity је рођена. Замишљена је тако да дозвољава интеракцију већег броја апликација унутар једне апликације уз приказ резултата попут уџбеника.
2000. CASIO је отворио нову канцеларију под називом CASIO Education Technology M.R.D. Center са седиштем у Портланду, Орегон, САД. Запослили су инжењере са програмерском струком и специјалисте са поља едукације. Идеје са свих страна света су тако почеле да бивају имплементиране у ClassPad направљен од стране тимова Tokyo R&D и Portland MRD.
2002. CASIO је завршио рад на прототипу ClassPad. Пре него што је прототип био завршен, коришћен је емулатор у сврху тестирања. Емулатор је био толико добар да је CASIO одлучио да га дода у софтвер који је развијан за пренос података. Софтвер за пренос података и емулаторски софтвер су тако спојени у један производ са именом ClassPad Manager.
2003. CASIO је направио свој први производ: ClassPad 300, са 4.5 MB флеш меморије.
2005. CASIO је направио ClassPad 300 Plus који је поседовао 5.4 MB флеш меморије, дисплеј са већим контрастом и стандардизовани Mini-USB порт.

### ClassPad OS 3.0
2006. CASIO је избацио OС 3.0 за ClassPad. OС 3.0 је омогућавао Лапласове и Фуријеове трансформације, графике диференцијалних једначина, финансијске функције, AP статистику и 3D графике са параметрима. Каснија издања су била доступна само за кориснике OС 3.0 или новијег.
Касније, током 2006. и 2007. CASIO је избацио OС 3.01 and 3.02, радећи углавном на поправљању багова. 2007. ClassPad је најавио серију 330, али се та верзија разликовала од верзије 300 плус само по томе што је имала OС 3.02 већ инсталиран.
2008. CASIO је избацио OС 3.03 за ClassPad. OС 3.03 је поседовао нову функцију расподеле вероватноће, проширено нумеричко решавање и малу надоградњу корисничког сучеља. Одговарајући хардвер на којем је овај OС био инсталиран је из серије 330-A . 
2009. CASIO је направио OС 3.04 за ClassPad. OС 3.04 је добио надограђену апликациу за табеле, побољшања статистичких функција и надоградњу корисничког сучеља. Такође, две хитне верзије OС 3.04.3000 - под називом: OС 3.04.4000 и OС 3.04.5000
2010. CASIO је избацио OС 3.05 за ClassPad. OS 3.05 је додао још финансијских функција и 'on data' опцију за квартално рачунање.
2011. CASIO је избацио OС 3.06 за ClassPad. OС 3.06 је садржао имагинарну калкулацију функција и унапређено нумеричко рачунање. За сад, само једна хитна верзија је издата: OС 3.06.1000
2012. CASIO је избацио ClassPad 330 Плус који поседује бржи ЦПУ и калкулатор се сада сматра регуларним USB уређајем са великим складиштем.

## fx-CP400
fx-CP400, представљен 2013., је верзија у боји, која може да мења оријентацију слике на екрану између хоризонталне и вертикалне.

## Програмирање
Калкулатори се могу програмирати на више начина. Classpad-ови имају фабрички уграђен интерпретатор по угледу на BASIC(Casio BASIC), тиме омогућавајући кориснику да креира просте и сложене програме.
Други метод укључује прављење додатка. Додаци су бинарни програми који се извршавају директно на ЦПУ калкулатура. CASIO/Saltire је припремио SDK, дозвољавајући корисницима тако да праве сопствене додатке, иако никаква подршка од стране CASIO-а није пружена. SDK је доступан свим регистрованим корисницима на CASIO-вој интернет страници. Тренутно не постоји верзија SKD компатибилна са новим моделом Classpad 330 plus.
Након избацивања sdk-а, креиран је lua интерпретатор (CPlua) додатак, користећи sdk. Овај додатак дозвољава корисницима развој програма и игара у lua језику.